# Samuel Short
Samuel Jack Short (conocido como Sam Short; Brisbane, 17 de septiembre de 2003) es un deportista australiano que compite en natación, especialista en el estilo libre.
Ganó cinco medallas en el Campeonato Mundial de Natación entre los años 2022 y 2025. Participó en los Juegos Olímpicos de París 2024, ocupando el cuarto lugar en la prueba de 400 m libre.

## Palmarés internacional
| Campeonato Mundial | Campeonato Mundial  | Campeonato Mundial | Campeonato Mundial |
| Año                | Lugar               | Medalla            | Prueba             |
| ------------------ | ------------------- | ------------------ | ------------------ |
| 2022               | Budapest (Hungría)  | Medalla de plata   | 4 × 200 m libre    |
| 2023               | Fukuoka (Japón)     | Medalla de oro     | 400 m libre        |
| 2023               | Fukuoka (Japón)     | Medalla de plata   | 800 m libre        |
| 2023               | Fukuoka (Japón)     | Medalla de bronce  | 1500 m libre       |
| 2025               | Singapur (Singapur) | Medalla de plata   | 400 m libre        |